# Pablo Cardinali
Pour les articles homonymes, voir Cardinali.
Pas d'image ? Cliquez ici

a Compétitions nationales et continentales officielles uniquement.

b Matchs officiels uniquement.
Dernière mise à jour le 1 septembre 2012.
Pablo Cardinali, né le 22 octobre 1976 en Argentine, est un joueur de rugby international argentin qui a évolué au poste de pilier au sein de l'effectif du CA Brive.

## Carrière

### En club
- Harlequins
- AS Béziers
- CS Bourgoin-Jallieu
- 2010-2012 : CA Brive.
- Depuis 2012 : Club de Rugby Los Tilos (es) [2],[3]

### En équipe nationale
Il a honoré sa première cape internationale en équipe d'Argentine le 23 mai 2001 contre l'équipe des USA.

## Palmarès
(à jour au 03.10.11)
- 5 sélections en équipe d'Argentine
- Sélections par année : 1 en 2001, 2 en 2002, 1 en 2004, 1 en 2007
- Équipe d'Argentine A : 2 sélections en 2006 (Russie, Portugal)